# Selabolihai járás
A Selabolihai járás (oroszul: Шелаболихинский район) Oroszország egyik járása az Altaji határterületen. Székhelye Selaboliha.

A Selabolihai járás az Altaji határterületen

## Népesség
- 1989-ben 15 535 lakosa volt.
- 2002-ben 15 818 lakosa volt, melyből 15 185 orosz, 299 német, 122 ukrán, 31 örmény, 31 tatár, 23 azeri, 19 mordvin, 17 fehérorosz stb.
- 2010-ben 13 678 lakosa volt.